# Специализированный канал
Специализированный канал — коммерческий или некоммерческий телевизионный канал, который содержит телевизионные программы только определённого жанра, тематики или ориентирован только на определённую демографическую аудиторию зрителей.
С точки зрения зрителя, специализированные каналы обеспечивают контент большей глубины и точности, чем общие каналы. Это также позволяет избежать поиска нужной информации, а просто выбрать специализированный канал, чтобы получить фильтр по контенту требуемой тематики. С экономической точки зрения, специализированный канал имеет более высокую доходность для получателя контента, т. к. зритель не платит за ненужный ему контент.
С позиции вещателя, он требует от своих сотрудников, знакомых с определённой темой, обеспечивать качественным контентом. Это необходимо потому, что специализированный канал — нишевая услуга, и жёсткая рыночная конкуренция предъявляет высокие требования к её качеству, а также в связи с тем, что аудитория канала ограничена и необходимо удовлетворять её запросы и ожидания, привлекая новых клиентов. Кроме того, специализированный продукт может приносить больше прибыли, чем универсальный, т. к. публика готова больше платить, чтобы получать лучший контент.
Число специализированных каналов значительно увеличилось в период 1990-х—2000-х годов, придя на смену устаревшей концепции, когда в стране существует только несколько национальных каналов, ориентированных на максимальный охват аудитории. Около 65% современных спутниковых каналов являются специализированными.
Специализированные каналы включают, но не ограничиваются следующие направления (ниже таковых указано 16):
- детские
- подростковые
- женские
- мужские
- документальные
- музыкальные
- новостные
- спортивные
- политические
- образовательные
- кинематографические
- эротические
- юмористические
- религиозные
- развлекательные
- телемагазины

Такие каналы зачастую не относятся к свободно вещаемым в эфире на общедоступных частотах. Их просмотр возможен только через кабельные сети. Иногда операторы кабельных сетей производят собственные каналы и транслируют их только у себя в сети.

## В США
Специализированные каналы впервые появились в США, когда в начале 1951 года местные частные телекомпании начали заполнять свою эфирную сетку только программами одной тематики. Эта идея распространилась по всей стране и появилось своё название, например, для радиостанций, вещающих только ТОП-40 лучших песен. Телеканалы переняли эту практику и разработали только новостные каналы (CNN International в июне 1980; HLN - с 1 января 1982 как CNN2; MSNBC и FOX News с 1996), "премиальные" киноканалы (HBO с 8 ноября 1972, The Movie Channel с 1 апреля 1973,  Showtime с 1 июля 1976,  Cinemax c 1 августа 1980, AMC c 1 октября 1984, Starz Encore с 1 апреля 1991, Flix c 1 августа 1992, Starz c 1 февраля 1994, Movieplex с 1 января 1997, Epix с 30 октября 2009); детские (Nickelodeon с 1977, Disney с 1983, Cartoon Network и Boomerang с 1992), религиозные (3ABN с ноября 1984), метеорологические (The Weather Channel c мая 1982), музыкальные (MTV с августа 1981 года; CMT с марта 1983 года, VH1 с 1985 года, MTV2 с 1996 года), спортивные (ESPN с сентября 1979 года), политические (C-SPAN, C-SPAN2 и C-SPAN3 с 1979, 1986 и 2001 годов соответственно), познавательные (Discovery с 1985), женские (TLC с 1972), мужские (American Heroes Channel с 1998). Первые в мире каналы телемагазинов также появились в США : HSN (1982), QVC (1986), ShopNBC (1991). Особо выделяется первая в мире образовательная телестанция WGBH-TV (основана в 1955 году) из Бостона (штат Массачусетс). Среди прочих каналов есть также TBS (транслируется с США с 1 сентября 1967). В 1989 году начал вещание канал бизнес-информации CNBC, а в 1994-м - GSN (канал телеигр) и Bloomberg (канал макроэкономических исследований). Телесеть BET для афроамериканской аудитории стартовала в 1980 году.

## В Канаде
Термин «специализированный канал» чаще всего употреблялся в Канаде, будучи использованным в качестве маркетингового термина индустрии кабельного телевидения во время одновременных запусков различных новых каналов в течение 1990-х годов. Утверждённый Канадской теле-радио и телекоммуникационной комиссией официальный термин звучал как «специализированный сервис», или ещё более явно «предприятие специализированных телевизионных программ», включая в это обозначение практически любой телевизионный сервис, не распространяемый по радиоволнам или иным способом исключаемый из телерадиовещания. В первую очередь сюда относятся кабельное и спутниковое телевидение.
Все такие сервисы имеют ограниченный перечень видов программирования вещания; канадский регулятор не допускает исключительно кабельные каналы для глобальной аудитории в стиле USA Network (запущен в 1971) или Turner Network Television (запущен в 1988). Например, канал The Sports Network(основан в 1984) может выпускать только спортивные или относящиеся к спорту программы, в то время как Bravo (Canada)(основан в 1995) не может выпускать ничего относящееся к спорту. Этим телеканалы Канады отличаются от вещания в США, где несколько кабельных/спутниковых сервисов подобно USA Network или Turner Network Television регулярно выпускают телепрограммы из категорий, близких к основной тематике их каналов, и где нет никаких ограничений на специализированные сервисы в одной категории, подобно тому как новостной-политический канал MSNBC (был запущен в 1996) выпускает и спортивные передачи.
Тем не менее, существует определённый дрейф некоторых канадских специализированных каналов в зависимости от тех условий лицензии, что были прописаны регулятором. Например, канал MuchMusic (основан в 1984 году) в соответствии с лицензией является каналом музыкального мейнстрима, но в часы прайм-тайма выпускает значительное число молодёжных драматических или реалити программ. С другой стороны, в отличие, например, от MTV в США, его лицензия не позволяет ему полностью уйти от музыкальных программ.

## В Германии
После разрешения в ФРГ частного телевещания в 1984 году здесь также появились тематические каналы. На сегодня такой формат музыкальных каналов характеризуется как «утончённые, прекрасно отобранные и полностью взаимозаменяемые» музыкальные программы с анонсом вещателя в виде джингла не чаще чем раз в 15 минут. Это — компаньон средств массовой информации, сохраняющий постоянную структуру и основную тематику программ на всё время своего вещания.
Специализированные программы регламентируются в медийном праве, которое в Германии с 1984 года описывает специализацию вещателей на конкретной тематике и/или целевой аудитории. В законодательстве отдельных регионов различаются несколько категорий программ и их направленность по полной занятости сетке вещания или с отклонением. Частная радио- или телевещательная компания ещё в момент подачи заявки на лицензию должна решить, хочет ли она предлагать полную занятость эфирной сетки или с разделением на тематические программы. Поскольку общественные вещатели в значительной степени исключены из медийных законов страны, эта схема к ним не относится. Федеральные законы не определяют условия и тематику вещания компаний; юридически значимое определение прописывается в договоре на право вещания. После детального фиксирования всех существенных условий такой вещатель считается «нишевым каналом широковещательной программы» (§ 2 Abs. 2 Nr. 4 RStV федерального закона о лицензировании телерадиостанций). Это отделяет специализированные программы канала от программ общей тематики, в которых помимо прочего должна присутствовать обязательная доля культурной и образовательной информации. В соответствии с оглашенным Конституционным судом Германии, специализированный канал вещает «программы с определённым видом информации — образовательные, развлекательные и т. п. — доступные только определённой аудитории и также ограничены по тематике, не давая сами по себе исчёрпывающей информации или мнений».
Немецкое радио и телевидение представлены в основном специализированными каналами. Государственные СМИ в разном процентном соотношении вещают между следующими категориями: информация/документалистика, детское, музыкальное, новости, спорт, развлекательное и прочее. Благодаря цифровому вещанию специализированные каналы обеспечивают более высокий интерес аудитории к своим программам, в частности, в последние годы существенно выросла доля платного телевидения.

## В Австрии
Термин «специализированная программа» в Австрии определяется в соответствии § 2 Abs. 18 закона «О частном телевидении», а также по аналогии с Германией, закрепляется в договоре на право вещания как «широковещательная программа с тематическим содержанием». В настоящее время в Австрии присутствуют такие специализированные телеканалы, как:
- публичные — ORF III[англ.], ORF Sport +[англ.];
- частные — Go TV[англ.].

Также присутствуют австрийские версии немецких специализированных каналов, но они не выпускаются до утверждения австрийским регулятором — наблюдательным комитетом по вещанию и телекоммуникациям. Лицензии выдаются раздельно для спутниковых и кабельных каналов.

## В Швейцарии
В Швейцарии нет правового разграничения на общие и специализированные каналы — вещатели самостоятельно определяют свою направленность. Тем не менее, телерадиовещательные компании в порядке обязательного уведомления должны извещать регулятора — федеральное управление связи — об аудитории канала, тематике, времени вещания (менее или более 12 часов в сутки) и распределении по эфирной сетке. Швейцарские версии специализированных программ от немецких вещателей законодательно не являются прообразами специализированных каналов, но в публикациях национального регулятора упоминаются в этом качестве.

## В России
Первые специализированные каналы телевидения в России появились в июле 1996 года - это были «Муз-ТВ», «Метеор-Спорт» и «Метеор-Кино». В дальнейшем же их количество стало постепенно возрастать (имеются в виду как кабельные каналы, так и спутниковые).